# اکیرامپورا
اکیرامپورا (به انگلیسی: Akkirampura) یک منطقهٔ مسکونی در هند است که در کارناتاکا واقع شده‌است.